# Sínodo Reformado da Dinamarca
O Sínodo Reformado da Dinamarca (SRD) - em dinamarquês: Den reformerte Synode i Danmark - , é uma denominação reformada continental na Dinamarca, formada por imigrantes franceses huguenotes e alemães, que se estabeleceram no país em 1685.

## História

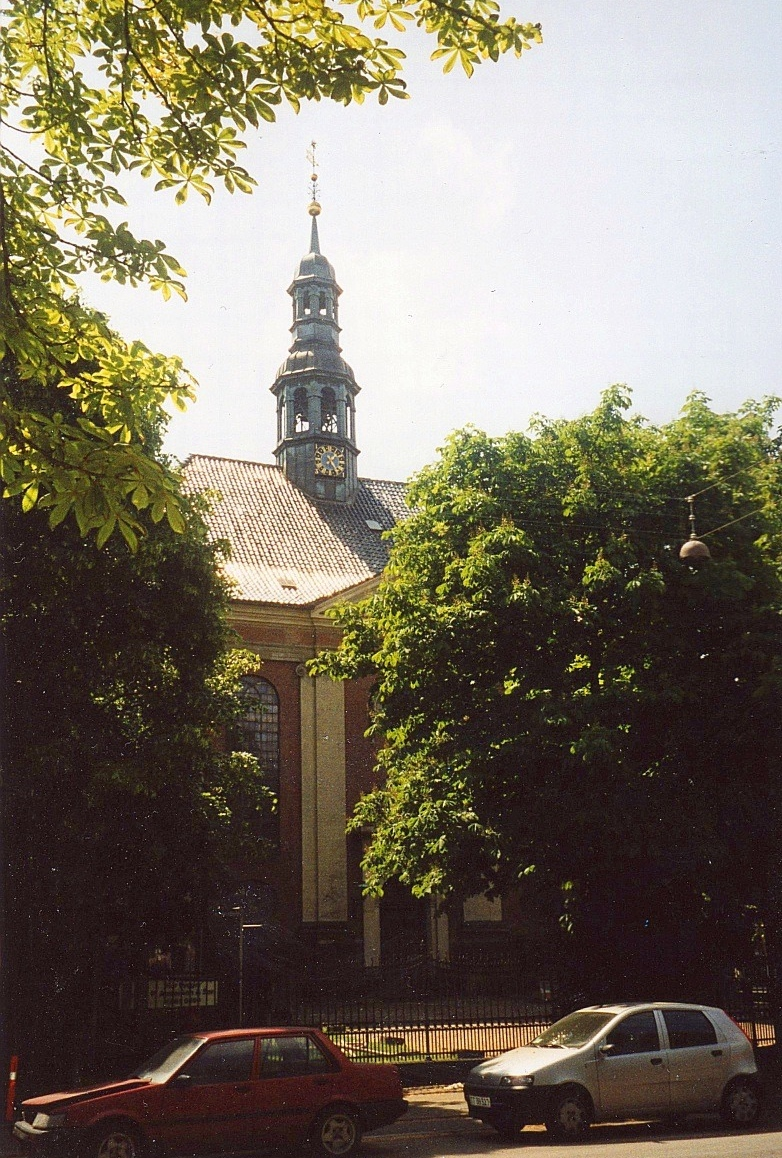
Igreja Reformada Alemã de Copenhague.

Antes de se casar com Cristiano V da Dinamarca, Carlota Amália de Hesse-Cassel o direito de professar livremente a Fé Reformada, para ela  e a sua corte. No entanto, a hostilidade do clero luterano impediu que ela fosse coroada Rainha da Dinamarca. A Igreja Reformada de Copenhague foi fundada em 1685 e, três anos depois, Carlota Amália financiou pessoalmente a construção da primeira igreja reformada na Dinamarca. 
Em abril de 1685, o rei também concedeu privilégios especiais aos huguenotes franceses que buscavam refúgio no país. Desde então, uma congregação reformada alemã e uma congregação reformada francesa dividem o mesmo prédio em Copenhague, com cultos em diferentes línguas em diferentes horários.
Em 1719, imigrantes franceses se estabeleceram em Fredericia e fundaram ali outra congregação reformada.
Depois de 1849, quando a liberdade religiosa foi estabelecida na Dinamarca, as três igrejas organizaram então o Sínodo Reformado da Dinamarca.
Em 1989, uma pequena congregação coreana foi formada em Copenhague. Desde 1997, esta congregação também é membro do Sínodo Reformado da Dinamarca.
Em 2019, a família real dinamarquesa participou da comemoração dos 300 anos da congregação reformada de Fredericia

## Doutrina
A denominação permite a ordenação de mulheres e tem postura de apoio ao ecumenismo. Em 2017, Sabine Hofmeister, moderadora da denominação, se encontrou com o Papa Bento XVI no Vaticano, para tratar da relação entre as duas igrejas.

## Relações intereclesiásticas
A denominação é membro da  Comunhão Mundial das Igrejas Reformadas, Conselho das Igrejas Dinamarquesas e Comunhão das Igrejas Protestantes na Europa